# Nederlandse kampioenschappen gravel
De Nederlandse kampioenschappen gravel worden sinds 2021 jaarlijks georganiseerd namens de Koninklijke Nederlandsche Wielren Unie (KNWU).

## Locaties
| Jaar | Plaats    | Bron  |
| ---- | --------- | ----- |
| 2025 | Aalten    | [ 2 ] |
| 2024 | Oldenzaal | [ 3 ] |
| 2023 | Banholt   | [ 4 ] |
| 2022 | Epe       | [ 5 ] |
| 2021 | Epe       | [ 1 ] |

## Winnaars

### Mannen Elite
| Jaar | Eerste            | Tweede            | Derde                     | Bron  |
| ---- | ----------------- | ----------------- | ------------------------- | ----- |
| 2024 | Tijmen Eising     | Lars Loohuis      | Luke Verburg              | [ 6 ] |
| 2023 | Lars Loohuis      | Thijs Zonneveld   | Sebastiaan Oranje         | [ 4 ] |
| 2022 | Coen Vermeltfoort | Lars Loohuis      | Jasper Ockeloen           | [ 5 ] |
| 2021 | Tijmen Eising     | Coen Vermeltfoort | Daan van Sintmaartensdijk | [ 7 ] |

### Vrouwen Elite
| Jaar | Eerste         | Tweede               | Derde         | Bron  |
| ---- | -------------- | -------------------- | ------------- | ----- |
| 2024 | Lorena Wiebes  | Femke Markus         | Amber Kraak   | [ 8 ] |
| 2023 | Fem van Empel  | Pauliena Rooijakkers | Tessa Neefjes | [ 4 ] |
| 2022 | Marianne Vos   | Moniek Tenniglo      | Lorena Wiebes | [ 5 ] |
| 2021 | Demi Vollering | Floortje Mackaij     | Lorena Wiebes | [ 9 ] |